# Liste des diplômes en France
Cette liste des diplômes en France recense les diplômes reconnus en France et délivrés par l’État. Ces diplômes peuvent être inscrits au Répertoire national des certifications professionnelles (RNCP).
Le RNCP tient à la disposition une information constamment à jour sur les diplômes, les titres à finalité professionnelle et les certificats de qualification figurant sur les listes établies par les commissions paritaires nationales de l'emploi des branches professionnelles. Trois types de titres sont reconnus par le RNCP : 
- le diplôme national atteste la réussite à un examen organisé et validé par l’État qui en garantit la qualité. Leur niveau est reconnu à l'échelle nationale comme européenne avec le système ECTS. Ils sont délivrés le plus souvent au nom du ministère chargé de l'éducation nationale et du ministère chargé de l'enseignement supérieur ;
- le diplôme d'État, délivré obligatoirement par un ministère, qui est obtenu à l'issue de certaines formations, dans plusieurs branches d'activité. Le diplôme d'État est souvent requis pour l'exercice de professions réglementées, notamment dans le champ de la santé, du social, de l'animation et du sport ;
- le diplôme et titre à finalité professionnelle, délivré obligatoirement par un ministère, qui est obtenu à l'issue de certaines formations, dans plusieurs branches d'activité. C'est aussi une reconnaissance par l’État, par une attestation matérialisée, d’une maîtrise professionnelle ou, le plus souvent, par des organisations professionnelles par le biais des conventions collectives.

Le RNCP ne reconnaît pas les diplômes de l'enseignement privé sans contrat avec l’État tel que défini par l'article L731-1 du code de l'éducation.

## Répertoire national des certifications professionnelles (RNCP)
Le Répertoire national des certifications professionnelles (RNCP) recense tous les titres professionnels délivrés par le ministère du Travail par l'intermédiaire de l'établissement public France compétences. Il ne doit pas être confondu avec un diplôme national (licence, master, doctorat) ou un grade équivalent. En effet, un diplôme est inscrit de droit au RNCP, mais un titre RNCP seul (souvent délivré par un établissement privé d'enseignement supérieur) n'est pas équivalent à un diplôme national délivré par le ministère de l'Enseignement supérieur.
Trois types de titres sont reconnus dans le système éducatif français, à des degrés différents, présentés par ordre décroissant :  
- le diplôme national atteste la réussite à un examen organisé et validé par l’État qui en garantit la qualité. Leur niveau est reconnu à l'échelle nationale comme européenne avec le système ECTS. Ils sont délivrés le plus souvent au nom du ministère de l'Éducation nationale et du ministère de l'Enseignement supérieur, et inscrits de droit au RNCP ;
- le diplôme d'État, délivré obligatoirement par un ministère, qui est obtenu à l'issue de certaines formations, dans plusieurs branches d'activité. Le diplôme d'État est souvent requis pour l'exercice de professions réglementées, notamment dans le champ de la santé, du social, de l'animation et du sport ;
- le diplôme et titre à finalité professionnelle, délivré par un ministère ou un organisme certificateur seul – notamment pour le titre à finalité professionnelle, qui est obtenu à l'issue de certaines formations, dans plusieurs branches d'activité. C'est aussi une reconnaissance par l’État - mais qui ne garantit pas nécessairement la poursuite d'études ou l'accès à certaines professions réglementées.

## Niveau 3 (CAP-DNB)
Éducation et Enseignement supérieur :
- Certificat d'aptitude professionnelle (CAP, Bac-1[5])[6],[7],[8],[9], créé en 1919[10].
- Diplôme national du brevet[11] (DNB), créé en 1947 sous le nom de brevet d’études du premier cycle du second degré (BEPC).
- Mention complémentaire (MC5) de niveau 3[12],[13],[14], créé en 2001.

| Agronomie : - Brevet d'études professionnelles agricoles (BEPA),. - Brevet professionnel agricole (BPA),. - Certificat d'aptitude professionnelle agricole (CAPA),, similaire à un CAP. Armée : - Agent de secrétariat. - Matelot de pont. Santé : - Diplôme d'État d'aide médico-psychologique (DEAMP). - Diplôme d'État d'ambulancier (DEA). | Social : - Brevet d'aptitude professionnelle d'assistant animateur technicien (BAPAAT),. - Diplôme d'État d'accompagnant éducatif et social. - Diplôme d'État d'assistant familial (DEAF). - Diplôme d'État d'auxiliaire de vie sociale (DEAVS). Sports : - Certificat professionnel de la jeunesse, de l'éducation populaire et sportive (CPJEPS) - Mention Animateur d'activités et de vie quotidienne. |

## Niveau 4 (Bac)
Éducation et Enseignement supérieur :
- Baccalauréat général[35].
- Baccalauréat technologique (créé en 1968 en baccalauréat de technicien)[36], de niveau 4 au RNCP[35].
- Baccalauréat professionnel (créé en 1985)[37],[38],[39].
- Brevet des métiers d'art (BMA)[40],[41],[42],[43].
- Brevet professionnel (BP)[44],[45],[46]. .
- Brevet de technicien métiers de la musique (BT)[47]. .
- Diplôme d'accès aux études universitaires (DAEU) créé le 3 août 1994[48] ,[49].
- Mention complémentaire (MC4) de niveau 4[50],[51],[52].
- Technicien d’intervention d'urgence sociale - Maraudeur (DU)[53],

| Armée : - Assistant comptable. - Assistant de gestion et d'administration du personnel. - Maintenicien en aéronautique option avionique, option porteur. Justice : - Capacité en droit (créé le 13 mars 1804). | Santé : - Diplôme national de thanatopracteur. - Diplôme d'État d'aide-soignant (DEAS). - Diplôme d'État d'auxiliaire de puériculture (DEAP). Social : - Diplôme d'État de moniteur-éducateur (DEME). - Diplôme d'État de technicien de l'intervention sociale et familiale (DETISF). Sports : - Brevet professionnel de la jeunesse, de l'éducation populaire et du sport (BPJEPS). |

## Niveau 5 (DUT)
Éducation et Enseignement supérieur :
- Brevet de technicien supérieur (BTS)[64],[65],[66].
- Diplôme universitaire de technologie (DUT) (bac+2)[67],[68],[69].
- Diplôme d'études universitaires scientifiques et techniques (DEUST))[70],[71],[72].
- Diplôme national des métiers d’arts et du design (DNMADE)[73].
- Gardien de refuge en montagne (DU)[74],
- Gestionnaire des organisations sportives (DU)[75],
- Formateur d'adultes (DUFA)[76],

| Agronomie : - Brevet de technicien supérieur agricole (BTSA),. Culture : - Diplôme d'État de professeur de danse/cirque/théâtre. Justice : - Diplôme d'État d'éducateur technique spécialisé. | Santé : - Diplôme d'État de psychomotricien. - Diplôme d'État de pédicure-podologue. - Diplôme de préparateur en pharmacie hospitalière (PPH). Sports : - Diplôme d'État de la jeunesse, de l'éducation populaire et du sport (DEJEPS),. - Diplôme d'État d'alpinisme - Accompagnateur en moyenne montagne. - Diplôme d'État de ski - moniteur national de ski alpin ou nordique de fond,. |

## Niveau 6 (Licence)
Les diplômes conférant le grade de licence sont placés au niveau 6 du RNCP.
Éducation et Enseignement supérieur :
- Diplôme national de licence (DNL) [35],[94].
- Licence professionnelle (LP), dont Bachelor universitaire de technologie (BUT)[35],[94].
- Diplôme national des métiers d’arts et du design (DN MADE)[35],[94].
- Diplôme de comptabilité et de gestion (DCG), créé en 2008[35],[94],[95].
- diplôme de premier cycle de l'institut d'études politiques de Paris[35],[94].
- diplôme Enseigner dans le premier degré de l'université de la Nouvelle-Calédonie[35],[94].
- diplôme cycle pluridisciplinaire d'études supérieures, et diplôme Sciences pour un monde durable de l'Université Paris Sciences et Lettres[35],[94].
- Conseiller(e) en formation (DU) de l'Université Le Havre Normandie[96],[97].
- Responsable en ingénierie de la formation (DU)[98],
- Responsable de formation (DURF)[99],

| Armée : - Diplôme de l'École militaire interarmes,. - Diplôme de premier cycle de l’École polytechnique,. - Diplôme d'élève pilote de ligne/gestion de la sécurité et exploitation aéronautique de l’école nationale de l'aviation civile, . - Diplôme d'officier chef de quart machine et diplôme de chef mécanicien 8 000 kW obtenus à l'issue du cursus de formation initiale des officiers mécaniciens de l’école nationale supérieure maritime, . - Prévisionniste-météorologiste-océanographe. - Responsable d'études de travaux en hygiène, sécurité et conditions de travail. - Responsable d’ingénierie des systèmes d’information et de communication, option « analyse et développement », option « systèmes et réseaux » et option « télécommunications ». Culture : - Diplôme d'études en architecture, (bac +4). - Diplôme d'État de professeur de musique de niveau 2. - Diplôme d’études en architecture,. - Diplôme national d'art (DNA) métier d'auteur dans les domaines de l'art de la communication et du design,. - Musicien intervenant (DU). - Diplôme national supérieur professionnel (DNSP) d'artiste de cirque (DNSP-AC), de comédien (DNSPC),, de danseur (DNSPD) ou de musicien (DNSPM),. - diplôme de premier cycle de l'École nationale supérieure des arts décoratifs,. - diplôme de premier cycle de l'Beaux-Arts de Paris (ENSBA),. | Santé : - Certificat de capacité orthoptiste, - Diplôme d'État d'audioprothésiste. - Diplôme d'État de cadre de santé. - Diplôme d’État d’ergothérapeute,. - Diplôme d’État d’infirmier,. - Diplôme d'État d'infirmier de bloc opératoire. - Diplôme d'État de puéricultrice DE - Puéricultrice. - Diplôme d’État de manipulateur d'électroradiologie médicale, - Diplôme de formation générale en sciences médicales/pharmaceutiques/odontologiques/maïeutiques. - Diplôme de technicien supérieur en imagerie médicale et radiologie thérapeutique (DTS),. Social : - Certificat d'aptitude aux fonctions d'encadrement et de responsable d'unité d'intervention sociale (CAFERUIS). - Certificat d'aptitude au professorat de l'enseignement des jeunes sourds. - Diplôme d'État d'alpinisme - guide de haute montagne. - Diplôme d'État d'assistant de service social (DEASS),. - Diplôme d'État de conseiller en économie sociale familiale (DECESF),. - Diplôme d'État d'Éducateur de jeunes enfants (DEEJE),. - Diplôme d'État d'Éducateur spécialisé (DEES),. - Diplôme d'État d'Éducateur technique spécialisé (DEETS),. - Diplôme d'État de médiateur familial (DE). - Responsable d'Établissement de l'Économie Sociale et Solidaire (REESS). Sport : - Diplôme d'Etat Supérieur de la jeunesse, de l'éducation populaire et du sport (DESJEPS) Transport : - diplôme d'officier chef de quart machine et de chef mécanicien 8 000 kW. |

## Niveau 7 (Master)
Les diplômes conférant le grade de Master sont placés au niveau 7 du RNCP.
Éducation et Enseignement supérieur :
- Diplôme national de Master (DNM)[35],[141]
- Diplôme d’ingénieur[35],[141],[142]
- diplôme de l'université Paris-Dauphine[143], pour les promotions sortant entre 2019-2020 et 2023-2024[35],[141] : mode et matière[144],[145] ; affaires internationales et développement[146] ; contrôle, audit, reporting financier[147] ; économie et finance[148] ; finance[149] ; gestion de patrimoine[150] ; journalisme[151] ; management des ressources humaines[152] ; management et organisations ; marketing et stratégie[153] ; systèmes d'information, réseaux & numérique[154] ; économie quantitative/quantitative economics
- Diplôme supérieur de comptabilité et de gestion (DSCG)[35],[141],[155].
- Diplôme d’expertise comptable (DEC)[156]
- Diplôme des Instituts d’Etudes Politiques (Sciences Po)[35],[157] ,[158],[159]
- Diplômes des écoles normales supérieures (ENS)[35],[157],[160],[161],[162],[163]
- diplômes Biobanques et gestion des données complexes ; Biocontrôle pour la santé des plantes ; Gestion des risques environnementaux ; Management de la filière arômes et parfums ; Modélisation des systèmes neuronaux et cognitifs ; Science, conservation & valorisation des ressources marines ; Sciences des données et intelligence artificielle ; Smart-Ed Tech, cocréativité et numérique pour l'innovation éducative de l'Université Côte d'Azur, pour les promotions sortant de 2019-2020 à 2022-2023[35],[141],[164]
- diplôme Défis globaux pour le développement durable de l'université de Montpellier[35],[141],[165]
- Délégué à la protection des données (DPO) (DU)[166],
- Expert en politiques de formation (DU)[167],

| Agronomie - Diplôme d'études fondamentales vétérinaires (DEFV), - Diplômes d’études spécialisées vétérinaires (DESV), - Diplôme national d'œnologue (DNO) sortant de la promotion 2022-2023, Armée : - Diplôme de l’école spéciale militaire de Saint-Cyr, de l'École navale et de l'École de l'air. Culture : - Certificat d'aptitude de professeur de danse, et de professeur de musique,, et de professeur d'art dramatique. - Diplôme d'arts et techniques du théâtre (ATT) de l'École nationale supérieure des arts et techniques du théâtre,. - Diplôme d'État d'architecte,. - Diplômes valant grade de master du CNSMD de Lyon (diplôme de 2e cycle supérieur métiers de la création musicale ; métiers de la culture musicale ; musicien-interprète ; musicien-performeur ; pédagogie, enseignement musique) et du CNSMD de Paris (diplôme de danseur-interprète : répertoire et création ; d'analyse et écriture du mouvement : cinétographie Laban ; diplôme notation du mouvement : choréologue Benesh ; et diplômes de 2e cycle supérieur d'interprète de la musique, d'écriture et composition, de musicologie, de musicien-ingénieur du son, de pédagogie et formation à l'enseignement de la musique). - Diplôme de deuxième cycle de l'École du Louvre délivrant le Grade de Master. - Diplôme d’État de paysagiste (DEP), | Santé : - Diplôme d'État de formation approfondie en sciences médicales (DFASM),. - Diplôme d'État de formation approfondie en sciences pharmaceutiques (DFASP),. - Certificat de capacité d'orthophoniste (depuis 2013),. - Diplôme d'État de formation approfondie en sciences odontologiques (DFASO),. - Diplôme d’État de sage-femme,. - diplôme d'État d'Infirmier de bloc opératoire,. - diplôme d'État d'Infirmier de pratique avancée (à partir de 2023-2024), - Diplôme d'État de masseur-kinésithérapeute (depuis 2019),. Social : - Diplôme d'État en ingénierie sociale (DEIS) (diplôme supérieur du travail social jusqu'en 2006). Sports : - Diplôme de l'INSEP options « entraînement des sportifs de haut niveau », « ingénierie de formation », et « management des organisations sportives ». Transport : - Brevet de capitaine de 1re classe de navigation maritime.. |

## Niveau 8 (Doctorat)
Les diplômes conférant le grade de Doctorat sont placés au niveau 8 du RNCP.
Éducation et Enseignement supérieur :
- Diplôme national de Doctorat[35],[210]

## Diplômes non reconnus au RNCP
Cette liste est constituée de diplômes encore délivrés mais non reconnus au RNCP ou de titres professionnels qui ne sont pas des diplômes.
Elle est classée selon le nombre d'années d'études.

### Sans niveau
| Santé : - Brevet national de jeune sapeur-pompier (par équivalence SSIAP1 : service de sécurité incendie et d'assistance à personne) (pas de diplôme reconnu au RNCP). - Formation aux premiers secours : diplômes de formations secouriste : - Prévention et secours civiques de niveau 1 (PSC1) (anciennement AFPS) (pas de diplôme reconnu au RNCP). - Premiers secours en équipe de niveau 1 (PSE1) (anciennement AFCPSAM) (pas de diplôme reconnu au RNCP). - Premiers secours en équipe de niveau 2 (PSE2) (anciennement CFAPSE) (pas de diplôme reconnu au RNCP). - Brevet national de sécurité et de sauvetage aquatique (BNSSA) (intègre le PSE1) (pas de diplôme reconnu au RNCP). - Sauveteur secouriste du travail (SST) (milieu professionnel) (pas de diplôme reconnu au RNCP). | Social : - Diplôme d'État de moniteur de colonies de vacances et de directeur de colonie de vacances. Diplôme créé en 1954, (pas de diplôme reconnu au RNCP). - BAFA : Brevet d'aptitude aux fonctions d'animateur en accueils collectifs de mineurs. Diplôme créé en 1973 (pas de diplôme reconnu au RNCP). - BAFD : Brevet d'aptitude aux fonctions de directeur en accueils collectifs de mineurs. Diplôme créé en 1973 (pas de diplôme reconnu au RNCP). - BASE : Brevet d'aptitude à l'animation socio-éducative. Diplôme créé en 1970 (pas de diplôme reconnu au RNCP). - BSB : Brevet de surveillant de baignade (pas de diplôme reconnu au RNCP). |

### Brevet
Éducation :
- Certificat de formation générale (CFG), créé en 1983 (pas de diplôme reconnu au RNCP).

| Agronomie : - Certificat d'aptitude à la petite pêche (pas de diplôme reconnu au RNCP). - Certificat de motoriste à la pêche (pas de diplôme reconnu au RNCP). - Certification Assistant du dirigeant d’entreprise artisanale (ADEA) (pas de diplôme reconnu au RNCP). - Certification d’encadrant d’entreprise artisanale (EEA) (pas de diplôme reconnu au RNCP). Justice : - Formation d'adjoint technique d'administration pénitentiaire (pas de diplôme reconnu au RNCP). - Formation de surveillant de l'administration pénitentiaire (pas de diplôme reconnu au RNCP). | Transport : - Certificat de formation à la sécurité (CFS) pour intégrer le personnel navigant commercial (pas de diplôme reconnu au RNCP). Armée : - Agent cynophile de protection et d'intervention mention aide dresseur (pas de diplôme reconnu au RNCP). - Agent cynotechnique auxiliaire de dressage (pas de diplôme reconnu au RNCP). - Agent de sûreté et d'intervention (pas de diplôme reconnu au RNCP). - Agent polyvalent de restauration (pas de diplôme reconnu au RNCP). - Aide-moniteur d'entraînement physique militaire et sportif (pas de diplôme reconnu au RNCP). - Diplôme des écoles de formation technique armement naval (pas de diplôme reconnu au RNCP). - Formation de sous-officier de la gendarmerie nationale (pas de diplôme reconnu au RNCP). - Manutentionnaire d'aéronautique (pas de diplôme reconnu au RNCP). - Brevet élémentaire de mousse (pas de diplôme reconnu au RNCP). |

### Baccalauréat
Éducation et Enseignement supérieur :
- Certificat d'aptitude aux fonctions de moniteur-éducateur (CAFME), non reconnu au RNCP, remplacé par le DEME depuis 2007[216].
- Certificat de fin d'études secondaires (CFES, pas de diplôme reconnu au RNCP).
- Examen spécial d'entrée à l'université (crée le 14 septembre 1969, pas de diplôme reconnu au RNCP)[217].
- Technicien en maintenance informatique et réseaux (DU), DU toujours délivré[218] ,[219]

| Agronomie : - Brevet technique des métiers (BTM, pas de diplôme reconnu au RNCP) et brevet technique des métiers supérieur (BTMS, pas de diplôme reconnu au RNCP). - Brevet de maîtrise (BM, pas de diplôme reconnu au RNCP) et brevet de maîtrise supérieur (BMS, pas de diplôme reconnu au RNCP). - Certificat de capacité technique agricole et rurale (CCTAR), nouvelle appellation Technicien Agricole (TA) donne la Capacité professionnelle agricole, sous la saisine de l’UNMFREO - Paris (Union des MFR). Armée : - Chef d'équipe de surveillance et d'intervention (pas de diplôme reconnu au RNCP). - Cynotechnicien de sécurité et de surveillance (pas de diplôme reconnu au RNCP). - Gestionnaire logistique, stockage et répartition de matériels et d'ingrédients (pas de diplôme reconnu au RNCP). - Interprète analyste en sciences et techniques de l’image (pas de diplôme reconnu au RNCP). - Moniteur d'entraînement physique militaire et sportif (pas de diplôme reconnu au RNCP). - Secrétaire assistant de direction (pas de diplôme reconnu au RNCP). - Technicien de maintenance de systèmes énergie propulsion/information et de télécommunications/maintenance en installations automatisées (pas de diplôme reconnu au RNCP). | Culture : - Artiste-licier (pas de diplôme reconnu au RNCP). - Certificat d'études chorégraphiques/musicales/théâtrales (CEC), (CEM), (CET) (pas de diplômes reconnu au RNCP). - Diplôme d'études chorégraphiques/musicales/théâtrales (DEC), (DEM), (DET) (pas de diplôme reconnu au RNCP). - Diplôme national d'orientation professionnelle d'art dramatique/danse/musique (DNOP) (pas de diplôme reconnu au RNCP). - Diplôme visé d'animateur musical et scénique (pas de diplôme reconnu au RNCP). - Musicien interprète des musiques actuelles (MIMA) (pas de diplôme reconnu au RNCP). Justice : - Formation de secrétaire administratif de l'administration pénitentiaire (pas de diplôme reconnu au RNCP). - Formation de technicien de l'administration pénitentiaire (pas de diplôme reconnu au RNCP). Santé : - Certificat de capacité de prélèvements sanguins (pas de diplôme reconnu au RNCP). - Diplôme d'études sociales (DES) (pas de diplôme reconnu au RNCP). - Formation professionnelle d'établissement (FPE) (pas de diplôme reconnu au RNCP). Transport : - Brevet d'initiation aéronautique (pas de diplôme reconnu au RNCP). - Pilote professionnel (CPL avion et hélicoptère) (pas de diplôme reconnu au RNCP). |

### Bac + 2
Éducation et Enseignement supérieur :
- Diplôme d'études universitaires professionnalisées (DEUP), diplôme non reconnu au RNCP délivré en IUP jusqu'aux années 2010.
- Enseignant-formateur de langue des signes française (DU), DU anciennement au niveau 5, toujours délivré[221] ,[222]

Agronomie :
- Certification « un des meilleurs ouvriers de France » (MOF), diplôme professionnel (pas de diplôme reconnu au RNCP). .

Armée :
- Chef d'équipe de maintenance de systèmes énergie propulsion/information et télécommunications/installations automatisées/maintenance en aérostructure ou naval/production audiovisuelle/logisticien d'entreposage/cynotechnique/interprétation et d'analyse d'images (pas de diplôme reconnu au RNCP).
- Comptable des services financiers (pas de diplôme reconnu au RNCP).
- Coordonnateur en prévention et lutte contre les sinistres et les incendies (pas de diplôme reconnu au RNCP).
- Formation des officiers mariniers (pas de diplôme reconnu au RNCP).
- Gestionnaire des ressources humaines (pas de diplôme reconnu au RNCP).
- Maintenicien-chef en aéronautique (pas de diplôme reconnu au RNCP).
- Moniteur-chef d'entraînement physique militaire et sportif (pas de diplôme reconnu au RNCP).
- Responsable d'équipes de surveillance et d'intervention (pas de diplôme reconnu au RNCP).

Culture :
- Certificat d'études d'arts plastiques (pas de diplôme reconnu au RNCP).
- Classe d'art dramatique (pas de diplôme reconnu au RNCP).
- Cycle d'enseignement supérieur en danse jazz (pas de diplôme reconnu au RNCP).
- Diplôme de régisseur technicien de spectacles (pas de diplôme reconnu au RNCP).
- Diplôme certifié d’État de perruquier maquilleur plasticien (pas de diplôme reconnu au RNCP).
- Diplôme professionnel de l'Alliance française de Paris/français langue étrangère (DPAFP-FLE) (pas de diplôme reconnu au RNCP).
- Diplôme professionnel en infographie (DPI) (pas de diplôme reconnu au RNCP).

Justice :
- Formation de directeur technique de l'administration pénitentiaire (pas de diplôme reconnu au RNCP).
- Formation de lieutenant pénitentiaire (pas de diplôme reconnu au RNCP).

Social :
- Diplôme d'État relatif aux fonctions d'animation (DEFA, pas de diplôme reconnu au RNCP).

Transport :
- Brevet de pilote professionnel d'hélicoptère (pas de diplôme reconnu au RNCP).
- Certificat d'aptitude à l'enseignement aéronautique (pas de diplôme reconnu au RNCP).
- Pilote de transport (CPL/IR avion et hélicoptère, pas de diplôme reconnu au RNCP).

### Bac + 3
Éducation et Enseignement supérieur :
- Stadium Manager - Direction d'exploitation des enceintes sportives (DU), DU anciennement au niveau 6 du RNCP, toujours délivré[223] ,[224]

Agronomie :
- Certificat d'études supérieures paysagères (pas de diplôme reconnu au RNCP).

Armée :
- Atomicien de propulsion navale (pas de diplôme reconnu au RNCP).
- Chef de groupe des opérations incendie et de lutte contre les sinistres (pas de diplôme reconnu au RNCP).
- Chef de projet en informatique (pas de diplôme reconnu au RNCP).
- Responsable de système global de navigation (pas de diplôme reconnu au RNCP).
- Responsable technique d'analyse et de contrôle qualité armes nucléaires (pas de diplôme reconnu au RNCP).
- Responsable technique en instrumentation automatisme et électronique de puissance (pas de diplôme reconnu au RNCP).

Culture :
- Certificat d'études supérieures d'arts plastiques (pas de diplôme reconnu au RNCP).
- Diplôme de l'ENS Louis-Lumière (pas de diplôme reconnu au RNCP).
- Diplôme de muséologie de l'École du Louvre (pas de diplôme reconnu au RNCP)[225].
- Diplôme de scénographie costumes (pas de diplôme reconnu au RNCP).
- Diplôme du premier cycle de l'École du Louvre (pas de diplôme reconnu au RNCP).

Justice :
- Formation d'éducateur de la protection judiciaire de la jeunesse (pas de diplôme reconnu au RNCP).
- Formation de conseiller pénitentiaire d'insertion et de probation (pas de diplôme reconnu au RNCP).
- Formation de directeur des services pénitentiaires (directeur de prison, pas de diplôme reconnu au RNCP).
- Formation de greffier des services judiciaires/en chef des services judiciaires (pas de diplôme reconnu au RNCP).
- Diplôme de l'Institut des Métiers du Notariat (DIMN, pas de diplôme reconnu au RNCP).
- Diplôme universitaire professionnel d'enquêteur privé (DUP, diplôme universitaire, pas de diplôme reconnu au RNCP)[226].

Santé :
- Diplôme d'État de technicien de laboratoire médical (pas de diplôme reconnu au RNCP).

Social :
- DEDPAD : Diplôme d'état de directeur de projet d'animation et de développement (non reconnu au RNCP).
- Diplôme d'État de ski - moniteur national de ski alpin ou nordique de fond (pas de diplôme reconnu au RNCP).

Transport :
- Brevet de pilote de ligne d'hélicoptère (pas de diplôme reconnu au RNCP).
- Brevet de second capitaine (pas de diplôme reconnu au RNCP).
- Pilote de ligne (ATPL avion et hélicoptère) (pas de diplôme reconnu au RNCP).

### Bac + 5
Éducation et Enseignement supérieur :
- Diplôme de Conservateur des Bibliothèques (DCB, pas de diplôme reconnu au RNCP)
- Diplôme d'études spécialisées (DES, pas de diplôme reconnu au RNCP)
- Diplôme d'archiviste paléographe à l'École nationale des chartes (pas de diplôme reconnu au RNCP)
- Diplôme des hautes études technologiques (DHET), non reconnu au RNCP, toujours délivré[227],[228]

- Actuaire (DU)[229]

| Agronomie - Diplôme d’État de docteur vétérinaire (loi du 31 juillet 1923, pas de diplôme reconnu au RNCP). - Diplôme national d'internat des écoles vétérinaires (pas de diplôme reconnu au RNCP). Armée : - Diplôme de qualification supérieure de la gendarmerie (DQSG, pas de diplôme reconnu au RNCP). Culture : - Diplôme de recherche approfondie de l'École du Louvre (pas de diplôme reconnu au RNCP). - Diplôme de designer textile de l'ENSCI (pas de diplôme reconnu au RNCP). - Diplôme de spécialisation et d'approfondissement en architecture (pas de diplôme reconnu au RNCP). - Diplôme national supérieur d'expression plastique (DNSEP, pas de diplôme reconnu au RNCP). - Formation des conservateurs spécialités : archéologie, archives, inventaire général, monuments historiques ou musées (pas de diplôme reconnu au RNCP). - Habilitation à exercer la maîtrise d’œuvre en nom propre (HMONP, pas de diplôme reconnu au RNCP). | Justice : - Certificat d'aptitude à la profession d'avocat (CAPA, pas de diplôme reconnu au RNCP). - Diplôme supérieur du notariat (DSN, pas de diplôme reconnu au RNCP). Santé : - Certificat d'études en chiropraxie (pas de diplôme reconnu au RNCP). - Certificat d'aptitude aux fonctions de directeur d'établissement ou de service d'intervention sociale (CAFDES). - Diplôme d’État d'infirmier anesthésiste (depuis 2014). Transport : - Pilote de ligne (pas de diplôme reconnu au RNCP). |

Bac + 6
- Diplôme de recherche technologique (DRT), non reconnu au RNCP, toujours délivré.
- Certificat d'études approfondies vétérinaires (CEAV) en médecine interne des animaux de compagnie[233], en Gestion de la Santé et de la Qualité en Productions Avicoles et Cunicole[234], en Gestion de la Santé et de la Qualité en Production Porcine[235], en sciences et médecine des animaux de laboratoire[236].

### Bac + 8 et plus
Éducation et Enseignement supérieur :
- Habilitation à diriger des recherches (HDR) délivré au-delà du doctorat. Il s'agit du plus haut diplôme français délivré (pas de diplôme reconnu au RNCP).

## Diplômes disparus
Bac + 0
- Brevet de technicien (BT), ancien diplôme de niveau 4 au RNCP[237],[238],[239] et Brevet de technicien agricole (BTA), ancien diplôme de niveau 4 au RNCP[240],[241],[242], remplacés par les bacalauréats professionnels et baccalauréats technologiques[243].
- Brevet d'études professionnelles (BEP), ancien diplôme de niveau V[244] (niveau 3 du RNCP[245]), supprimé en 2021[246].
- Brevet d'État d'éducateur sportif (BEES) de 1er degré, ancien diplôme de niveau 4 au RNCP[247],[248],[249], remplacé par le BPJEPS[250].
- BEATEP, ancien diplôme de niveau 4 au RNCP[251],[252],[253], abrogé par décret du 14 mars 1986, et remplacé par le BPJEPS[250].
- Brevet pour l'exercice de la profession d'enseignant de la conduite automobile et de la sécurité routière (BEPECASER), ancien diplôme de niveau 4 au RNCP[254], abrogé en 2016[255] [256].

Bac + 2
- Diplôme d'études universitaires générales (DEUG), diplôme de niveau III[257] (niveau 5 au RNCP[245]), toujours délivrable mais disparu en pratique[258].
- Diplôme de premier cycle (DPC), diplôme de niveau III au RNCP[259] délivré jusqu'en 2008.
- Diplôme de premier cycle économique (DPCE), diplôme de niveau III au RNCP[259] délivré jusqu'en 2008.
- Diplôme de premier cycle technique (DPCT), diplôme de niveau III au RNCP[259] délivré jusqu'en 2008.

Bac + 3
- Brevet d'État d'éducateur sportif (BEES) de 2e degré, diplôme de niveau 6 au RNCP[260],[261],[262] remplacé par le DESJEPS[263].
- Diplôme de mise en scène-dramaturgie (ESAD), diplôme non reconnu au RNCP, qui n'est plus délivré depuis 2011.
- Diplôme national de technologie spécialisé (DNTS)[264], diplôme non reconnu au RNCP abrogé en 2021.
- Diplôme national d'arts et techniques (DNAT), diplôme non reconnu au RNCP remplacé par le DNA en 2014[265].
- Diplôme national d'arts plastiques (DNAP), diplôme non reconnu au RNCP remplacé par le DNA en 2014[265].

Bac + 4
- Diplôme d'études supérieures appliquées (DESA), diplôme de niveau III (niveau 5 au CEC[245]), délivré jusqu'en 2008.
- Diplôme d'études supérieures économiques (DESE), diplôme de niveau II (niveau 6 au RNCP)[259] délivré jusqu'en 2008.
- Diplôme d'études supérieures techniques (DEST), diplôme de niveau II (niveau 6 au RNCP)[259] délivré jusqu'en 2008.
- Maîtrise, Maîtrise des sciences de gestion (MSG), et Maîtrise des sciences et techniques(MST), délivrées jusqu'aux années 2010, diplômes de niveau 6 au RNCP[266], toujours délivrables mais qui ont en pratique disparu depuis 2010[258].
- Diplôme supérieur de comptabilité (DSC), non reconnu au RNCP délivré jusqu'en 2008.
- Diplôme supérieur de gestion (DSG), non reconnu au RNCP délivré jusqu'en 2008.
- Diplôme professionnel de professeur des écoles (attribué par le Recteur d'académie après un an de stage), non reconnu au RNCP disparu en 2010[267].

Bac + 5
- Diplôme d'économiste, de niveau I (niveau 2 du RNCP[245]), délivré jusqu'en 2008.
- Diplôme d'agronomie approfondie/d'ingénieur agronome, au niveau 7 du RNCP[268] (art. R812-39 du CRPM).
- Diplôme national supérieur d'arts plastiques, de niveau 7 au RNCP[269], remplacé en 2013 par le DNSEP[270] (DNSAP), de niveau I au RNCP, de  l'ENSBA, abrogé en 2013[271].
- Diplôme d'études approfondies (DEA), diplôme de niveau 7 au RNCP[35],[94], toujours délivrable mais qui a en pratique disparu depuis la fin des années 2000.
- Diplôme d'études supérieures spécialisées (DESS), diplôme de niveau 7 au RNCP[35],[94], toujours délivrable mais qui a en pratique disparu depuis la fin des années 2000.

Bac + 6
- Diplôme d'architecte diplômé par le gouvernement (DLPG)[272], diplôme non reconnu au RNCP abrogé en 2007[273].

## Diplômes par filière
| Nom du diplôme (niv. RNCP/ CEC, sauf (-)) | Années                                          |                                                          | |               |            |                    |                      |                           |                         |                         |                         |                         |                   |                       |                             |  |  |  |          |
| Nom du diplôme (niv. RNCP/ CEC, sauf (-)) | 9 et +                                          |                                                          | DE Médecin DES (-)                                                                                                  | HDR (-)       |            |                    |                      |                           |                         |                         |                         |                         |                   |                       |                             |  |  |  | DESV (-) |
| Nom du diplôme (niv. RNCP/ CEC, sauf (-)) | +8                                              | Doctorat (8)                                             | DE Médecin DES (-)                                                                                                  | DSA DPEA (-)  | DEC (-)    |                    |                      |                           |                         |                         |                         |                         |                   |                       |                             |  |  |  | DESV (-) |
| Nom du diplôme (niv. RNCP/ CEC, sauf (-)) | +7                                              | Doctorat (8)                                             | DE Médecin DES (-)                                                                                                  | DSA DPEA (-)  | DEC (-)    |                    |                      |                           |                         |                         |                         |                         |                   |                       |                             |  |  |  | DESV (-) |
| Nom du diplôme (niv. RNCP/ CEC, sauf (-)) | +6                                              | Doctorat (8)                                             | DE Dentaire (-) DE Pharmacie (-) DFASM (7)                                                                          | HMONP (-)     | DEC (-)    | DE Vétérinaire (-) |                      |                           |                         |                         |                         |                         |                   |                       |                             |  |  |  |          |
| Nom du diplôme (niv. RNCP/ CEC, sauf (-)) | +5                                              | DFASO DFASP DEMK DESF (7)                                | Master (7) | DEA (7)       | DSCG (7)   | DNSEP(7) DSAA (-)  | CCO DE IA DE IPA (7) | CA (7) CNSMD(7) CNSAD (-) | MSc MBA MS Diplovis (-) | ENC (-) ENS (-) INP (-) | ENS (-) IAE (7) ESC (-) | EI (7) ENS (-) DEFV (7) |                   |                       |                             |  |  |  |          |
| Nom du diplôme (niv. RNCP/ CEC, sauf (-)) | +4                                              | DFASO DFASP DEMK DESF (7)                                | Master (7) | DEA (7)       | DSCG (7)   | DNSEP(7) DSAA (-)  | CCO DE IA DE IPA (7) | CA (7) CNSMD(7) CNSAD (-) | MSc MBA MS Diplovis (-) | ENC (-) ENS (-) INP (-) | ENS (-) IAE (7) ESC (-) | EI (7) ENS (-) DEFV (7) |                   |                       |                             |  |  |  |          |
| Nom du diplôme (niv. RNCP/ CEC, sauf (-)) | +3                                              | DFGSM DFGSO DFGSP DFGSMa (6)                             | Licence (6) | LP BUT (6)    | DEEA (6)   | DCG (6)            | DN MADE DNA (6)      | DE I (6) IFPS IRFSS (-)   | DNSP (6)                | ENC (-) ENS (-) INP (-) | ENS (-) IAE (7) ESC (-) | EI (7) ENS (-) DEFV (7) | IRTS (3-6)        | Bachelor Diplovis (-) |                             |  |  |  |          |
| Nom du diplôme (niv. RNCP/ CEC, sauf (-)) | +2                                              | DFGSM DFGSO DFGSP DFGSMa (6)                             | Licence (6) | LP BUT (6)    | DEEA (6)   | DCG (6)            | DN MADE DNA (6)      | DE I (6) IFPS IRFSS (-)   | DNSP (6)                | BTS (5)                 | AL/BL LSH (-)           | ECG D1 D2 (-)           | IRTS (3-6)        | Bachelor Diplovis (-) | BC MP PC PSI PT MPI TSI (-) |  |  |  |          |
| Filière, discipline ou spécialité         | +1                                              | L.AS PASS (-)                                            | Licence (6) | LP BUT (6)    | DEEA (6)   | DCG (6)            | DN MADE DNA (6)      | DE I (6) IFPS IRFSS (-)   | DNSP (6)                | BTS (5)                 | AL/BL LSH (-)           | ECG D1 D2 (-)           | IRTS (3-6)        | Bachelor Diplovis (-) | BC MP PC PSI PT MPI TSI (-) |  |  |  |          |
| Filière, discipline ou spécialité         |                                                 | Médecine Odontologie Pharmacie Maïeutique Kinésithérapie | Arts - Commerce, économie - Droit - Enseignement - Lettres et langues - Sciences humaines - Sciences et technologie | Pro ou Techno | Architecte | Comptabilité       | Arts Design Mode     | Paramédical et santé      | Musique Danse Comédie   | Social Sports           | Libre Technique         | STS                     | Lettres           | Économie              | Scientifique                |  |  |  |          |
| Filière, discipline ou spécialité         | Université, École délivrant un diplôme national | Université, École délivrant un diplôme national          | Université, École délivrant un diplôme national                                                                     | École         | École      | École              | École                | École                     | École                   | École Privée            | École, Lycée CPGE       | École, Lycée CPGE       | École, Lycée CPGE | École, Lycée CPGE     |                             |  |  |  |          |

| Niv 4 Bac +0 17 |                                   | Baccalauréat général Arts, SES, SVT, HGGSP, Humanités, LCA, LLCE, Maths, PC, NSI, SVT, SITerminale générale |                                   | Baccalauréat technologique STAV, ST2S, STD2A, STMG, S2TMD, STI2D, STHR, STLTerminale technologique |                     | Baccalauréat professionnel Alimentaire, Vente, Beauté, Bâtiment, Santé, Design, Véhicules, NumériqueTerminale professionnelle | BMA                                   | BP                                    | CS5 CS4 CS3                           | BM                                    | BTM |
| Niv 3 16        | Première générale                 | Première technologique                                                                                      | Première professionnelle          | CAP 2e année                                                                                       | CAP 2e année        | CAP 2e année | CAP 2e année                          | CAP 2e année                          |                                       |                                       |     |
| 15              | Seconde générale et technologique | Seconde générale et technologique                                                                           | Seconde générale et technologique | Seconde professionnelle                                                                            | CAP 1re année       | CAP 1re année | CAP 1re année                         | CAP 1re année                         | CAP 1re année                         |                                       |     |
| RNCP Âge        | Lycée général                     | | Lycée technologique               | | Lycée professionnel | Centre de formation d'apprentis (CFA)                                                                                         | Centre de formation d'apprentis (CFA) | Centre de formation d'apprentis (CFA) | Centre de formation d'apprentis (CFA) | Centre de formation d'apprentis (CFA) |     |

| Niv 3 14 |                                   | Diplôme national du brevet (DNB)Troisième                                       |                                        | DNB et Certificat de formation générale (CFG)Troisième Prépa-Métiers, SEGPA, ULIS, UPE2A |
| 13       | Quatrième                         | Quatrième SEGPA, ULIS, UPE2A                                                    |                                        |                                                                                          |
| 12       | Cinquième                         | Cinquième SEGPA, ULIS, UPE2A                                                    |                                        |                                                                                          |
| 11       | Sixième                           | Sixième SEGPA, ULIS, UPE2A                                                      |                                        |                                                                                          |
|          | Collège                           |                                                                                 |                                        |                                                                                          |
|          |                                   |                                                                                 |                                        |                                                                                          |
| Niv 2 10 | Cours moyen 2e année (CM2)        |                                                                                 | Cours moyen 2e année ULIS, UPE2A (CM2) |                                                                                          |
| 9        | Cours moyen 1re année (CM1)       | Cours moyen 1re année ULIS, UPE2A (CM1)                                         |                                        |                                                                                          |
| 8        | Cours élémentaire 2e année (CE2)  | Cours élémentaire 2e année ULIS, UPE2A (CE2)                                    |                                        |                                                                                          |
| 7        | Cours élémentaire 1re année (CE1) | [ [Cours élémentaire 1re année\|Cours élémentaire 1re année]] ULIS, UPE2A (CE1) |                                        |                                                                                          |
| 6        | Cours préparatoire (CP)           | Cours préparatoire ULIS, UPE2A (CP)                                             |                                        |                                                                                          |
|          | École élémentaire                 |                                                                                 |                                        |                                                                                          |
|          |                                   |                                                                                 |                                        |                                                                                          |
| Niv 1 5  | Grande section (GS)               | Grande section (GS)                                                             | Grande section (GS)                    |                                                                                          |
| 4        | Moyenne section (MS)              | Moyenne section (MS)                                                            | Moyenne section (MS)                   |                                                                                          |
| 3        | Petite section (PS)               | Petite section (PS)                                                             | Petite section (PS)                    |                                                                                          |
| 2        | Toute petite section (TPS)        | Toute petite section (TPS)                                                      | Toute petite section (TPS)             |                                                                                          |
|          | École maternelle                  |                                                                                 |                                        |                                                                                          |
|          |                                   |                                                                                 |                                        |                                                                                          |
| RNCP Âge | Système éducatif en France        | Système éducatif en France                                                      | Système éducatif en France             |                                                                                          |

### Sources et bibliographie
- Commissions professionnelles consultatives (CPC), Liste des diplômes : Édition 2016, Paris, Ministère de l'Éducation nationale, 2016, 32e éd., 77 p. (lire en ligne [PDF]).